# Peri, Estland
Peri är en by (estniska: küla) i Põlva kommun i landskapet Põlvamaa i sydöstra Estland. Byn ligger 210 kilometer sydost om huvudstaden Tallinn. Peri ligger 77 meter över havet och antalet invånare är 362.
Terrängen runt Peri är platt. Runt Peri är det glesbefolkat, med 9 invånare per kvadratkilometer. Närmaste större samhälle är staden Põlva, 5,3 kilometer norr om Peri. I omgivningarna runt Peri växer i huvudsak blandskog.
Trakten ingår i den hemiboreala klimatzonen. Årsmedeltemperaturen i trakten är 1 °C. Den varmaste månaden är juli, då medeltemperaturen är 18 °C, och den kallaste är februari, med −12 °C.